# 月讀神社 (京田辺市)

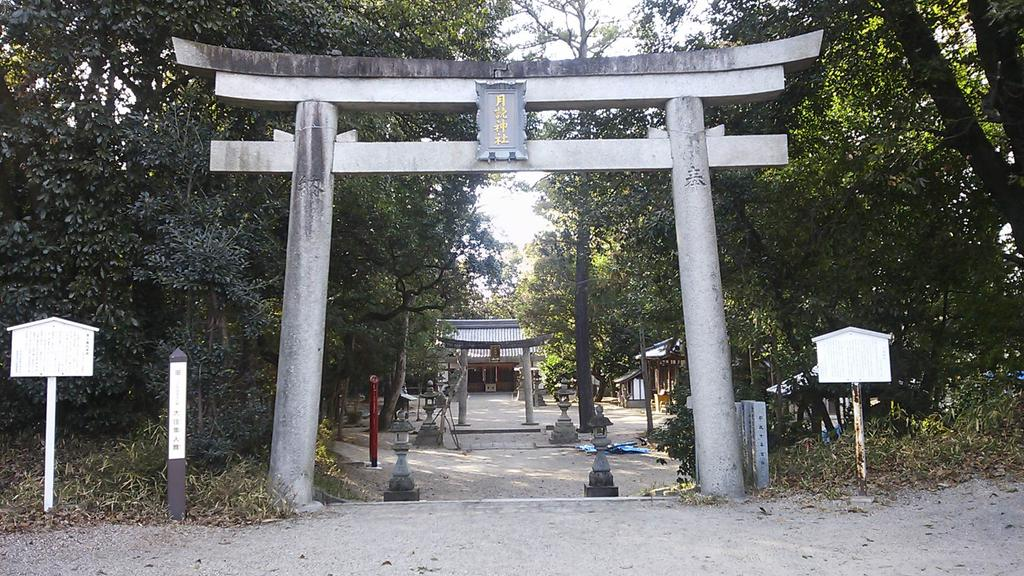
鳥居

月讀神社（つきよみじんじゃ）は、京都府京田辺市にある神社である。式内大社。隼人舞の発祥地として知られる。

## 歴史

### 概史
社伝によると、大同4年（809年）社殿を平城京より平安京に遷した際、大住山において霊光を拝し、この地に社殿を建立したのを創建とする。鳥羽・伏見の戦いの際は、戦火を避けるため石清水八幡宮が一時遷座され、御神宝が薬師堂に安置された。

### 神階
- 天安3年（859年）1月27日、従五位下から正五位下（『日本三代実録』）- 表記は「樺井月読神」
- 元慶6年（877年）、従一位（社伝）

## 隼人舞

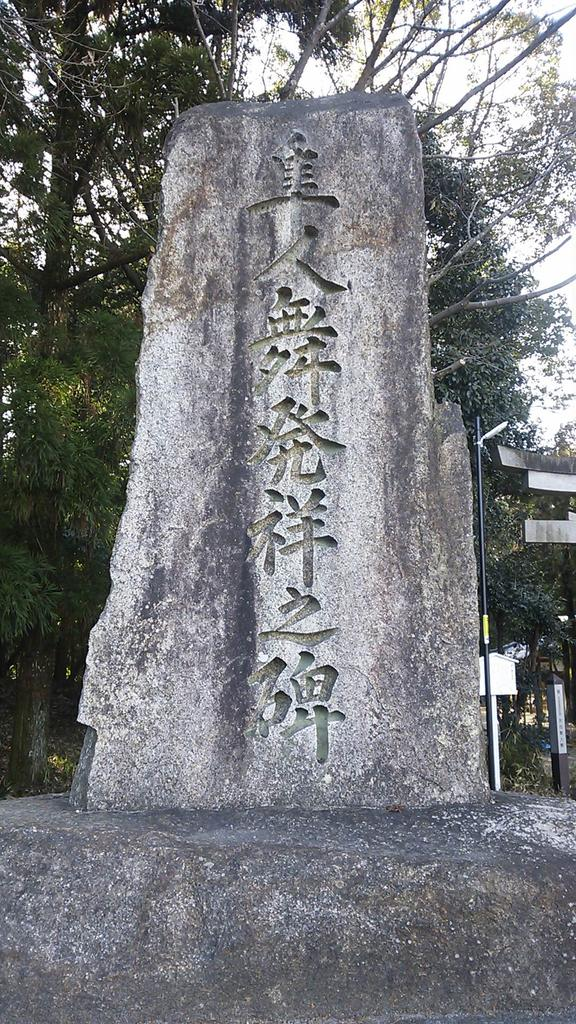
隼人舞発祥之碑

九州南部の大隅隼人が奈良時代大住に移住し、この大住隼人が郷土の民俗芸能の隼人舞をこの月讀神社に奉納して舞伝えてきたという伝承から、隼人舞の発祥地とされている。10月14日の例祭宵宮では、現在も隼人舞が奉納される（京田辺市指定無形民俗文化財である）。
また、当神社が所在する「大住」という地名も九州の「大隅」に由来と考えられる。

## 境内

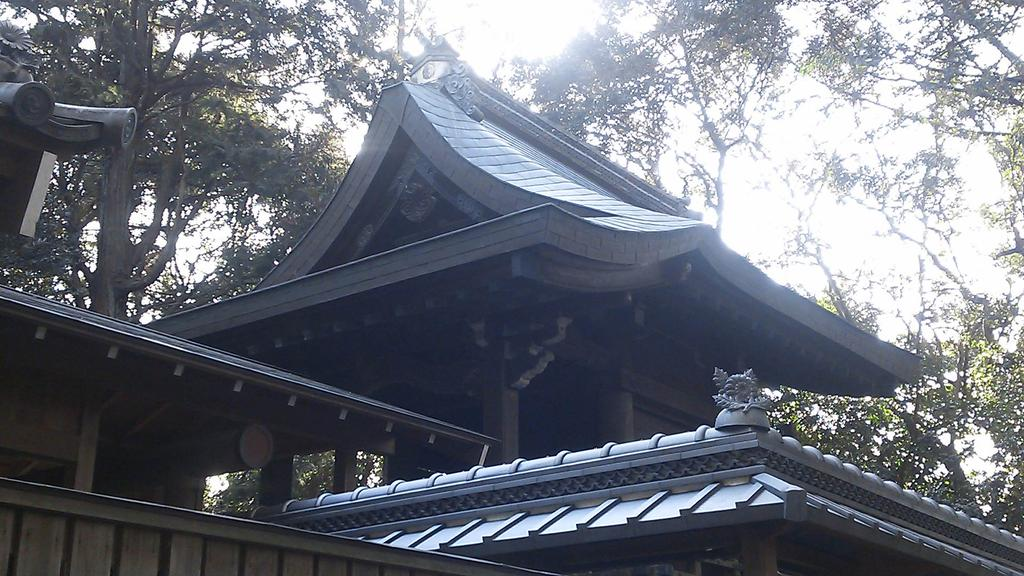
本殿
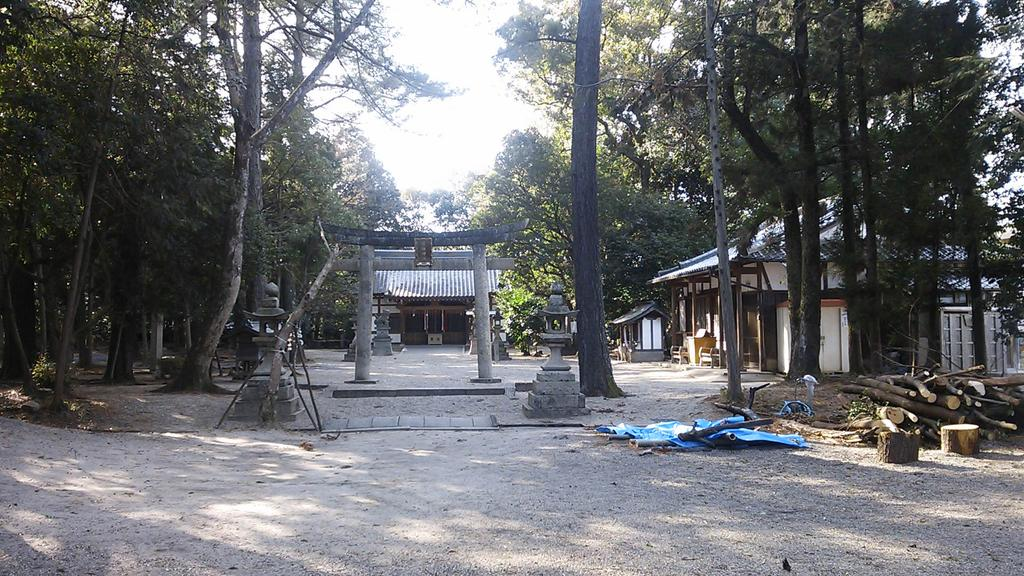
境内

## 交通アクセス
- 学研都市線（JR西日本）大住駅から徒歩15分